# П'єр Сінібальді
П'єр Сінібальді (фр. Pierre Sinibaldi, 29 лютого 1924, Монтегроссо — 24 січня 2011, Тулон) — французький футболіст, що грав на позиції нападника. По завершенні ігрової кар'єри — тренер.
Виступав, зокрема, за клуб «Реймс», у складі якого двічі ставав чемпіоном Франції. Також грав за національну збірну Франції.
Як тренер найбільше відомий роботою з бельгійським «Андерлехтом», на чолі якого — чотириразовий чемпіон Бельгії.

## Клубна кар'єра
У дорослому футболі дебютував 1942 року виступами під час німецької окупації Франції за команду «Труа», в якій провів два роки. 
Привернув увагу представників тренерського штабу клубу «Реймс», до складу якого приєднався 1944 року. Відіграв за команду з Реймса наступні дев'ять сезонів своєї ігрової кар'єри. Більшість часу, проведеного у складі «Реймса», був основним гравцем атакувальної ланки команди. У складі «Реймса» був одним з головних бомбардирів команди, маючи середню результативність на рівні 0,61 голу за гру першості. В сезоні 1946/47 забив 33 голи у 37 матчах, завдяки яким став найкращим бомбардиром сезону. У 1949 і 1953 роках ставав чемпіоном країни.
Згодом з 1953 по 1955 рік грав у складі команд клубів «Нант» та «Ліон».
Завершив професійну ігрову кар'єру у клубі «Перпіньян», за команду якого виступав протягом 1955—1956 років.

## Виступи за збірну
1946 року дебютував в офіційних іграх у складі національної збірної Франції у виграному матчі проти збірної Англії. Другу і останню свою гру в національній команді провів 1948 року.

## Кар'єра тренера
Розпочав тренерську кар'єру відразу ж по завершенні кар'єри гравця, 1956 року, очоливши на три роки тренерський штаб клубу «Перпіньян».
1959 року став головним тренером збірної Люксембургу, яку тренував один рік.
Згодом протягом 1960–1966 років очолював тренерський штаб бельгійського «Андерлехта», який за цей час чотири рази приводив команду до перемог у національній першості. 1966 року прийняв пропозицію попрацювати у клубі «Монако». Залишив команду з Монако 1968 року.
Протягом одного року, починаючи з 1970, знову був головним тренером «Андерлехта».
1975 року був запрошений до Іспанії керівництвом клубу «Спортінг» (Хіхон), з командою якого пропрацював до 1976 року, після чого протягом сезону тренував «Лас-Пальмас».
Останнім місцем тренерської роботи був клуб «Тулон», головним тренером команди якого П'єр Сінібальді був з 1979 по 1980 рік.
Помер 24 січня 2011 року на 87-му році життя у місті Тулон.

## Титули і досягнення

### Як гравця
- Чемпіон Франції (2):

«Реймс»: 1948-1949, 1952-1953

### Як тренера
- Чемпіон Бельгії (4):

«Андерлехт»: 1961-1962, 1963-1964, 1964-1965, 1965-1966
- Володар Кубка Бельгії (1):

«Андерлехт»: 1964–65

### Особисті
- Найкращий бомбардир Ліги 1: 1946-1947